# Super Rugby 2013
Il Super Rugby 2013 (o Super 15 2013) fu la 18ª edizione del Super Rugby SANZAR, torneo professionistico di rugby a 15 che si disputa su base annuale tra squadre di club delle federazioni australiana, neozelandese e sudafricana.
Composto interamente di franchise, esso si tenne tra febbraio e agosto 2013, e per la prima volta esso previde un meccanismo di promozione/retrocessione per la stagione successiva, sebbene relativa solo alle squadre sudafricane: essendo infatti nata nel 2012 una sesta franchise, i Southern Kings, questa spareggiò contro l'ultima sua connazionale nel torneo precedente, i Lions, battendola e prendendone il posto.
La formula prevedeva che ogni squadra giocasse contro tutte quelle del suo Paese in gare di andata e ritorno (8 incontri), quattro incontri interni contro altrettante squadre di una delle altre due conference e quattro esterni presso le squadre dell'altra conference, per un totale di 16 incontri; le squadre qualificate ai playoff sono le prime classificate di ogni conference più le tre squadre con il migliore punteggio indipendentemente dalla conference stessa, con un seeding da 1 a 3 (le prime) e da 4 a 6 (le altre), sempre in ragione del punteggio.
Tutti gli incontri di playoff si svolsero in gara unica in casa della squadra con il seeding più alto.
Al termine della stagione regolare, le due ultime classificate, gli australiani Reds e i sudafricani Cheetahs, furono sconfitti ed eliminati nel turno di spareggio per l'accesso alle semifinali rispettivamente da Crusaders e Brumbies; le semifinali furono quindi un affare tra le quattro migliori posizioni del seeding.
Nella prima semifinale a Hamilton, lo scontro tutto neozelandese tra i campioni uscenti degli Chiefs e i Crusaders vide i primi uscire vittoriosi per 20-19 al termine di un incontro tiratissimo nel quale i padroni di casa, negli ultimi venti minuti, non segnarono più e dovettero subire il ritorno degli ospiti che si riportarono sotto di un punto a cinque minuti dal termine; altrettanto tesa fu l'altra semifinale tra Bulls e Brumbies, disputatasi al Loftus Versfeld di Pretoria il giorno seguente: i sudafricani, in testa 23-19 fino a un minuto dalla fine, furono sorpassati da una meta di Kuridrani poi trasformata da Christian Lealiʻifano, che portò gli australiani a ribaltare il punteggio e a vincere 26-23.
La finale di Hamilton, in casa degli Chiefs, dal punto di vista della spettacolarità, non fu da meno delle due semifinali: a un inizio veemente degli australiani, che costruirono e andarono a meta in due occasioni e si portarono fino al 22-12 a 17 minuti dalla fine; una meta di Liam Messam accorciò il divario a 5 punti, poi a 12 minuti dalla fine Robbie Robinson pareggiò con un'altra meta e Aaron Cruden, trasformando, portò gli Chiefs a 24-22; sempre Cruden, a 5 minuti dalla fine, realizzò un piazzato portando i neozelandesi a 27-22, che fu il risultato definitivo.
Per gli Chiefs fu il secondo titolo assoluto, nella circostanza anche consecutivo.
Nello spareggio sudafricano, i Lions battendo i Southern Kings nel doppio confronto riguadagnarono il diritto di rientrare nel torneo per la stagione 2014.

## Squadre partecipanti e ambiti territoriali
| Paese         | Squadra        | Sede           | Area                                          |
| ------------- | -------------- | -------------- | --------------------------------------------- |
| Australia     | Brumbies       | Canberra       | Territorio della Capitale Australiana         |
| Australia     | Rebels         | Melbourne      | Stato di Victoria                             |
| Australia     | Reds           | Brisbane       | Stato del Queensland                          |
| Australia     | Waratahs       | Sydney         | Stato del Nuovo Galles del Sud                |
| Australia     | Western Force  | Perth          | Stato dell'Australia Occidentale              |
| Nuova Zelanda | Blues          | Auckland       | Penisola di North Auckland                    |
| Nuova Zelanda | Chiefs         | Hamilton       | Distretti di Hamilton, Tauranga e Rotorua     |
| Nuova Zelanda | Crusaders      | Christchurch   | Regione di Canterbury                         |
| Nuova Zelanda | Highlanders    | Dunedin        | Distretto di Otago e South Land               |
| Nuova Zelanda | Hurricanes     | Wellington     | Wellington, Palmerston North e Napier         |
| Sudafrica     | Bulls          | Pretoria       | East Rand, Limpopo                            |
| Sudafrica     | Cheetahs       | Bloemfontein   | Free State, Provincia del Capo Settentrionale |
| Sudafrica     | Southern Kings | Port Elizabeth | Provincia del Capo Orientale                  |
| Sudafrica     | Sharks         | Durban         | KwaZulu-Natal                                 |
| Sudafrica     | Stormers       | Città del Capo | Cape Winelands, West Coast                    |

## Stagione regolare

### Risultati
|           | 1ª giornata     |       |
| --------- | --------------- | ----- |
| 15-2-2013 | Rebels - Force  | 30-23 |
| 16-2-2013 | Brumbies - Reds | 24-6  |
| rip.      | Tutte le altre  |       |
|           |                 |       |
|           |                 |       |
|           |                 |       |
|           |                 |       |
|           |                 |       |

|           | 4ª giornata            |       |
| --------- | ---------------------- | ----- |
| 8-3-2013  | Hurricanes - Crusaders | 29-28 |
| 8-3-2013  | Rebels - Reds          | 13-23 |
| 9-3-2013  | Highlanders - Cheetahs | 19-36 |
| 9-3-2013  | Brumbies - Waratahs    | 35-6  |
| 9-3-2013  | Stormers - Chiefs      | 36-34 |
| 9-3-2013  | Kings - Sharks         | 12-21 |
| 10-3-2013 | Blues - Bulls          | 21-28 |
| Rip.      | Western Force          |       |

|           | 7ª giornata          |       |
| --------- | -------------------- | ----- |
| 29-3-2013 | Highlanders - Reds   | 33-34 |
| 30-3-2013 | Hurricanes - Kings   | 46-30 |
| 30-3-2013 | Chiefs - Blues       | 23-16 |
| 30-3-2013 | Brumbies - Bulls     | 23-20 |
| 30-3-2013 | Cheetahs - Rebels    | 34-16 |
| 30-3-2013 | Stormers - Crusaders | 14-19 |
| 31-3-2013 | Waratahs - Force     | 23-19 |
| Rip.      | Sharks               |       |

|           | 10ª giornata            |       |
| --------- | ----------------------- | ----- |
| 19-4-2013 | Hurricanes - Force      | 22-16 |
| 19-4-2013 | Waratahs - Chiefs       | 25-20 |
| 20-4-2013 | Crusaders - Highlanders | 24-8  |
| 20-4-2013 | Reds - Brumbies         | 19-19 |
| 20-4-2013 | Sharks - Cheetahs       | 6-12  |
| 20-4-2013 | Kings - Bulls           | 0-34  |
| Rip.      | Bulls, Rebels,          |       |
|           | Stormers                |       |

|           | 13ª giornata          |       |
| --------- | --------------------- | ----- |
| 10-5-2013 | Chiefs - Force        | 22-21 |
| 10-5-2013 | Reds - Sharks         | 32-16 |
| 10-5-2013 | Cheetahs - Hurricanes | 34-39 |
| 11-5-2013 | Blues - Rebels        | 36-32 |
| 11-5-2013 | Waratahs - Stormers   | 21-15 |
| 11-5-2013 | Kings - Highlanders   | 34-27 |
| Rip.      | Brumbies, Bulls,      |       |
|           | Crusaders             |       |

|           | 16ª giornata          |       |
| --------- | --------------------- | ----- |
| 31-5-2013 | Crusaders - Waratahs  | 23-22 |
| 31-5-2013 | Brumbies - Hurricanes | 30-23 |
| 1-6-2013  | Reds - Rebels         | 33-20 |
| 1-6-2013  | Stormers - Kings      | 19-11 |
| 1-6-2013  | Cheetahs - Bulls      | 25-30 |
| 1-6-2013  | Highlanders - Blues   | 38-28 |
| Rip.      | Chiefs, Force,        |       |
|           | Sharks                |       |

|          | 19ª giornata             |       |
| -------- | ------------------------ | ----- |
| 5-7-2013 | Crusaders - Chiefs       | 43-15 |
| 6-7-2013 | Hurricanes - Highlanders | 44-49 |
| 6-7-2013 | Cheetahs - Blues         | 34-13 |
| 6-7-2013 | Kings - Stormers         | 12-24 |
| 6-7-2013 | Bulls - Sharks           | 20-19 |
| Rip.     | Brumbies, Force,         |       |
|          | Rebels, Reds,            |       |
|          | Waratahs                 |       |

|           | 2ª giornata          |       |
| --------- | -------------------- | ----- |
| 22-2-2013 | Highlanders - Chiefs | 27-41 |
| 22-2-2013 | Rebels - Brumbies    | 13-30 |
| 22-2-2013 | Bulls - Stormers     | 25-17 |
| 23-2-2013 | Hurricanes - Blues   | 20-34 |
| 23-2-2013 | Reds - Waratahs      | 25-17 |
| 23-2-2013 | Cheetahs - Sharks    | 22-29 |
| 23-2-2013 | Kings - Force        | 22-10 |
| Rip.      | Crusaders            |       |

|           | 5ª giornata              |       |
| --------- | ------------------------ | ----- |
| 15-3-2013 | Highlanders - Hurricanes | 19-23 |
| 15-3-2013 | Waratahs - Cheetahs      | 26-27 |
| 15-3-2013 | Kings - Chiefs           | 24-35 |
| 16-3-2013 | Crusaders - Bulls        | 41-19 |
| 16-3-2013 | Reds - Force             | 12-19 |
| 16-3-2013 | Sharks - Brumbies        | 10-29 |
| Rip.      | Blues, Rebels,           |       |
|           | Stormers                 |       |

|          | 8ª giornata           |       |
| -------- | --------------------- | ----- |
| 5-4-2013 | Blues - Highlanders   | 29-18 |
| 5-4-2013 | Brumbies - Kings      | 28-28 |
| 5-4-2013 | Sharks - Crusaders    | 21-17 |
| 6-4-2013 | Hurricanes - Waratahs | 41-29 |
| 6-4-2013 | Force - Rebels        | 23-30 |
| 6-4-2013 | Cheetahs - Stormers   | 26-24 |
| Rip.     | Bulls, Chiefs,        |       |
|          | Reds                  |       |

|           | 11ª giornata          |       |
| --------- | --------------------- | ----- |
| 26-4-2013 | Hurricanes - Stormers | 16-18 |
| 26-4-2013 | Reds - Blues          | 12-11 |
| 27-4-2013 | Chiefs - Sharks       | 37-29 |
| 27-4-2013 | Brumbies - Force      | 41-7  |
| 27-4-2013 | Bulls - Waratahs      | 30-19 |
| 27-4-2013 | Cheetahs - Kings      | 26-14 |
| 28-4-2013 | Crusaders - Rebels    | 30-26 |
| Rip.      | Highlanders           |       |

|           | 14ª giornata        |       |
| --------- | ------------------- | ----- |
| 17-5-2013 | Hurricanes - Chiefs | 12-17 |
| 17-5-2013 | Rebels - Stormers   | 30-21 |
| 17-5-2013 | Force - Sharks      | 13-23 |
| 18-5-2013 | Crusaders - Blues   | 23-3  |
| 18-5-2013 | Waratahs - Brumbies | 28-22 |
| 18-5-2013 | Bulls - Highlanders | 35-18 |
| 18-5-2013 | Cheetahs - Reds     | 27-13 |
|           | Kings               |       |

|          | 17ª giornata      |       |
| -------- | ----------------- | ----- |
| 7-6-2013 | Brumbies - Rebels | 39-17 |
| 9-6-2013 | Force - Waratahs  | 13-28 |
| Rip.     | Tutte le altre    |       |
|          |                   |       |
|          |                   |       |
|          |                   |       |
|          |                   |       |
|          |                   |       |

|           | 20ª giornata           |       |
| --------- | ---------------------- | ----- |
| 12-7-2013 | Crusaders - Hurricanes | 25-17 |
| 12-7-2013 | Rebels - Highlanders   | 38-37 |
| 13-7-2013 | Blues - Chiefs         | 16-26 |
| 13-7-2013 | Waratahs - Reds        | 12-14 |
| 13-7-2013 | Force - Brumbies       | 21-15 |
| 13-7-2013 | Sharks - Kings         | 58-13 |
| 13-7-2013 | Stormers - Bulls       | 30-13 |
|           | Cheetahs               |       |

|          | 3ª giornata            |       |
| -------- | ---------------------- | ----- |
| 1-3-2013 | Blues - Crusaders      | 34-15 |
| 1-3-2013 | Waratahs - Rebels      | 31-26 |
| 1-3-2013 | Reds - Hurricanes      | 18-12 |
| 2-3-2013 | Chiefs - Cheetahs      | 45-3  |
| 2-3-2013 | Bulls - Force          | 36-26 |
| 2-3-2013 | Sharks - Stormers      | 12-6  |
| Rip.     | Brumbies, Highlanders, | 23-29 |
|          | Kings                  |       |

|           | 6ª giornata          |       |
| --------- | -------------------- | ----- |
| 22-3-2013 | Chiefs - Highlanders | 19-7  |
| 23-3-2013 | Crusaders - Kings    | 55-20 |
| 23-3-2013 | Reds - Bulls         | 23-18 |
| 23-3-2013 | Force - Cheetahs     | 10-19 |
| 23-3-2013 | Sharks - Rebels      | 64-7  |
| 23-3-2013 | Stormers - Brumbies  | 35-22 |
| 24-3-2013 | Waratahs - Blues     | 30-27 |
| Rip.      | Hurricanes           |       |

|           | 9ª giornata            |       |
| --------- | ---------------------- | ----- |
| 12-4-2013 | Highlanders - Brumbies | 19-30 |
| 13-4-2013 | Chiefs - Reds          | 23-31 |
| 13-4-2013 | Blues - Hurricanes     | 28-6  |
| 13-4-2013 | Rebels - Kings         | 27-30 |
| 13-4-2013 | Force - Crusaders      | 16-14 |
| 13-4-2013 | Stormers - Sharks      | 22-15 |
| 13-4-2013 | Bulls - Cheetahs       | 26-20 |
| Rip.      | Waratahs               |       |

|          | 12ª giornata         |       |
| -------- | -------------------- | ----- |
| 3-5-2013 | Blues - Stormers     | 18-17 |
| 3-5-2013 | Rebels - Chiefs      | 33-39 |
| 4-5-2013 | Highlanders - Sharks | 25-22 |
| 4-5-2013 | Force - Reds         | 11-11 |
| 4-5-2013 | Kings - Waratahs     | 10-27 |
| 4-5-2013 | Bulls - Hurricanes   | 48-14 |
| 5-5-2013 | Brumbies - Crusaders | 23-30 |
| Rip.     | Cheetahs             |       |

|           | 15ª giornata        |       |
| --------- | ------------------- | ----- |
| 24-5-2013 | Chiefs - Crusaders  | 28-19 |
| 24-5-2013 | Rebels - Waratahs   | 24-22 |
| 25-5-2013 | Blues - Brumbies    | 13-20 |
| 25-5-2013 | Force - Highlanders | 19-18 |
| 25-5-2013 | Kings - Cheetahs    | 22-34 |
| 25-5-2013 | Stormers - Reds     | 20-15 |
| 25-5-2013 | Sharks - Bulls      | 16-18 |
| Rip.      | Hurricanes          |       |

|           | 18ª giornata             |       |
| --------- | ------------------------ | ----- |
| 28-6-2013 | Chiefs - Hurricanes      | 34-22 |
| 29-6-2013 | Highlanders - Crusaders  | 12-40 |
| 29-6-2013 | Sharks - Blues           | 22-20 |
| 29-6-2013 | Bulls - Kings            | 48-18 |
| 29-6-2013 | Stormers - Cheetahs      | 28-3  |
| Rip.      | Brumbies, Western Force, |       |
|           | Rebels, Reds,            |       |
|           | Waratahs                 |       |

### Classifica
| OQF                      |    | Squadra        | G  | V  | N | P  | Bye | PF  | PS  | P±   | B  | Pt |
| ------------------------ | -- | -------------- | -- | -- | - | -- | --- | --- | --- | ---- | -- | -- |
| Australian Conference    |    |                |    |    |   |    |     |     |     |      |    |    |
|                          | 3  | Brumbies       | 16 | 10 | 2 | 4  | 2   | 430 | 295 | 135  | 8  | 60 |
|                          | 5  | Reds           | 16 | 10 | 2 | 4  | 2   | 321 | 296 | 25   | 6  | 58 |
|                          | 9  | Waratahs       | 16 | 8  | 0 | 8  | 2   | 411 | 371 | 40   | 5  | 45 |
|                          | 12 | Rebels         | 16 | 5  | 0 | 11 | 2   | 382 | 515 | −133 | 9  | 37 |
|                          | 13 | Western Force  | 16 | 4  | 1 | 11 | 2   | 267 | 366 | −99  | 5  | 31 |
| New Zealand Conference   |    |                |    |    |   |    |     |     |     |      |    |    |
|                          | 1  | Chiefs         | 16 | 12 | 0 | 4  | 2   | 458 | 364 | 94   | 10 | 66 |
|                          | 4  | Crusaders      | 16 | 11 | 0 | 5  | 2   | 446 | 307 | 139  | 8  | 60 |
|                          | 10 | Blues          | 16 | 6  | 0 | 10 | 2   | 347 | 364 | −17  | 12 | 44 |
|                          | 11 | Hurricanes     | 16 | 6  | 0 | 10 | 2   | 386 | 457 | −71  | 9  | 41 |
|                          | 14 | Highlanders    | 16 | 3  | 0 | 13 | 2   | 374 | 496 | −122 | 9  | 29 |
| South African Conference |    |                |    |    |   |    |     |     |     |      |    |    |
|                          | 2  | Bulls          | 16 | 12 | 0 | 4  | 2   | 448 | 330 | 118  | 7  | 63 |
|                          | 6  | Cheetahs       | 16 | 10 | 0 | 6  | 2   | 382 | 358 | 24   | 6  | 54 |
|                          | 7  | Stormers       | 16 | 9  | 0 | 7  | 2   | 346 | 292 | 54   | 6  | 50 |
|                          | 8  | Sharks         | 16 | 8  | 0 | 8  | 2   | 384 | 305 | 79   | 8  | 48 |
|                          | 15 | Southern Kings | 16 | 3  | 1 | 12 | 2   | 298 | 564 | −266 | 2  | 24 |

## Fase a playoff
|  | Preliminari | Preliminari    | Preliminari    |  |  | Semifinali | Semifinali     | Semifinali     |  |  | Finale        | Finale        |  |  |  |  |
|  |             |                |                |  |  |            |                |                |  |  |               |               |  |  |  |  |
|  |             | 20 luglio 2013 |                |  |  |            |                |                |  |  |               |               |  |  |  |  |
|  | 4           | Crusaders      | 38             |  |  |            |                |                |  |  |               |               |  |  |  |  |
|  | 5           | Reds           | 9              |  |  |            | 27 luglio 2013 | 27 luglio 2013 |  |  |               |               |  |  |  |  |
|  |             |                |                |  |  | 1          | Chiefs         | 20             |  |  |               |               |  |  |  |  |
|  |             |                |                |  |  | 4          | Crusaders      | 19             |  |  | 3 agosto 2013 | 3 agosto 2013 |  |  |  |  |
|  |             |                |                |  |  |            |                |                |  |  | Chiefs        | 27            |  |  |  |  |
|  |             |                |                |  |  |            | 27 luglio 2013 | 27 luglio 2013 |  |  | Brumbies      | 22            |  |  |  |  |
|  |             |                |                |  |  | 2          | Bulls          | 23             |  |  |               |               |  |  |  |  |
|  |             | 21 luglio 2013 | 21 luglio 2013 |  |  | 3          | Brumbies       | 26             |  |  |               |               |  |  |  |  |
|  | 3           | Brumbies       | 15             |  |  |            |                |                |  |  |               |               |  |  |  |  |
|  | 6           | Cheetahs       | 13             |  |  |            |                |                |  |  |               |               |  |  |  |  |

### Preliminari
| Arbitro: | Jaco Peyper |

|                                            |      |                      |
| 10’, 66’ Crotty 30’ D. Carter 51’ Marshall | mt   |                      |
| 10’, 52’, 66’ D. Carter                    | tr   |                      |
| 3’, 26’, 39’ D. Carter 72’ Taylor          | c.p. | 14’, 29’, 46’ Cooper |

| Arbitro: | Glen Jackson |

|                                            |      |                        |
|                                            | mt   | 16’ Sadie 79’ Benjamin |
| 3’, 30’, 59’, 67’ Lealiʻifano 48’ N. White | c.p. | 46’ R. Smit            |

### Semifinali
| Arbitro: | Steve Walsh |

|                       |      |                             |
| 51’ Masaga 57’ Cruden | mt   | 59’ Dagg                    |
| 51’, 59’ Cruden       | tr   | 59’ D. Carter               |
| 21’, 47’ Cruden       | c.p. | 6’, 19’, 28’, 75’ D. Carter |

| Arbitro: | Craig Joubert |

|                                       |      |                               |
| 16’ Engelbrecht                       | mt   | 11’ Mogg 78’ T. Kuridrani     |
|                                       | tr   | 11’, 79’ Lealiʻifano          |
| 22’, 29’, 43’, 51’, 60’, 76’ M. Steyn | c.p. | 3’, 25’, 36’, 49’ Lealiʻifano |

### Finale
| Arbitro: | Craig Joubert |

| |              | |
| 64’ Messam 68’ Robinson | mt           | 38’ Lealiʻifano |
| 68’ Cruden | tr           | 38’ Lealiʻifano |
| 23’, 26’, 32’, 48’, 72’ Cruden | c.p.         | 6’, 8’, 21’, 46’, 59’ Lealiʻifano |
| · 58’ Anscombe · Masaga · Ngatai · 45’ Horrell · 78’ Tikoirotuma · Cruden · 64’ Kerr-Barlow · T. Smith · 78’ Elliot · 45’ Tameifuna · Clarke (c) · Retallick · Messam · Latimer · 48’ Vant Leven | Formazioni   | · Mogg · Speight · T. Kuridrani 71’ · Lealiʻifano · Rathbone 58’ · Toomua · White 78’ · Sio · Moore · Alexander 78’ · Fardy · S. Carter 64’ · Kimlin · G. Smith · Mowen (c) |
| · 45’ Afeaki · 45’ Aki · 48’ Cane · 58’ R. Robinson · 64’ Pulu · 78’ Fitzgerald · 78’ Marshall                                                                                                   | Sostituzioni | · Tomane 58’ · Auelua 64’ · A. Smith 71’ · Prior 78’ · R. Smith 78’ |
| Dave Rennie | Allenatori   | Jake White |